# Cajamarquilla
Cajamarquilla – stanowisko archeologiczne w Peru. Znajduje się w granicach dzielnicy Limy San Juan de Lurigancho, około 25 km w głąb lądu od centrum, 6 km na północ od rzeki Rímac. Jego powierzchnia wynosi około 167 ha, co czyni je jednym z największych starożytnych miast w Peru.
Cajamarquilla powstała za czasów kultury Wari na miejscu dawniejszej osady, prawdopodobnie kultury Lima. Dość szybko stała się centrum kulturalnym, administracyjnym i wojskowym. Szacuje się, że w szczytowym momencie zamieszkiwana była przez 15 tys. osób. Po upadku kultury Wari miejsce była zamieszkiwane przez kolejne ludy, m.in. Ichma i Inków.
Architektura Cajamarquilli składa się z wybudowanych z suszonej cegły murów oraz piramid, które prawdopodobnie były rezydencjami waryjskich wojowników, oraz świątyń.
Pomimo uznania Cajamarquilli za istotny obiekt dziedzictwa kulturowego, niewiele badań zostało zrealizowanych na jej terenie, a jej obszar nie jest zabezpieczony. Otoczona slumsami, wybudowanymi przez chłopów, uciekających przez represjami politycznymi Świetlistego Szlaku, często była wykorzystywana jako latryna, składowisko odpadów lub pastwisko. Szacuje się, że 25% stanowiska zostało już bezpowrotnie zniszczone.
Od 2012 roku na obszarze stanowiska funkcjonuje niewielkie muzeum oraz ogrody z lokalnymi roślinami